# Amidorus alagoezi
Amidorus alagoezi är en skalbaggsart som beskrevs av Olsoufieff 1918. Amidorus alagoezi ingår i släktet Amidorus och familjen Aphodiidae. Inga underarter finns listade i Catalogue of Life.